# Стародуб широколистий
Стародуб широколистий (Laserpitium latifolium) — вид рослин родини окружкові (Apiaceae), поширений у Європі від Іспанії до західної Росії.

## Опис
Багаторічна трав'яниста рослина 60–120(150) см заввишки. Стебла з сизим нальотом, майже гола; верхня частина розгалужена; основа із залишками старих листків. Листки з роздутими піхвами, сіро-зелені, нижні трійчасті, інші 2-трійчато- або перисторозсічені, з великими сердцеподібно-яйцюватими, 6–10 см завдовжки, зубчато-пилчастими сегментами, знизу — з гострими щетинками на жилах. Зонтики з 15–40 неоднаковими променями. Чашолистки рудиментарні. Пелюсток 5, вони білі (іноді тонкий відтінок рожевого). Тичинок 5. Плоди овальні, голі, 5–10 мм довжиною, з крилатими і хвилястими вторинними ребрами.

## Поширення
Поширений у Європі (Данія, Фінляндія, Норвегія, Швеція, Австрія, Чехія, Німеччина, Угорщина, Польща, Словаччина, Швейцарія, Білорусь, Естонія, Латвія, Литва, Молдова, Україна, зх. Росія, Боснія і Герцеговина, Болгарія, Хорватія, Італія, Чорногорія, Румунія, Сербія , Словенія, Франція (у т.ч. Корсика), Іспанія).
В Україні зростає в лісах і серед чагарників — у Закарпатті, Карпатах, Прикарпатті, на Поліссі та в Правобережному Лісостепу часто; в Лівобережному Лісостепу рідко.

## Галерея

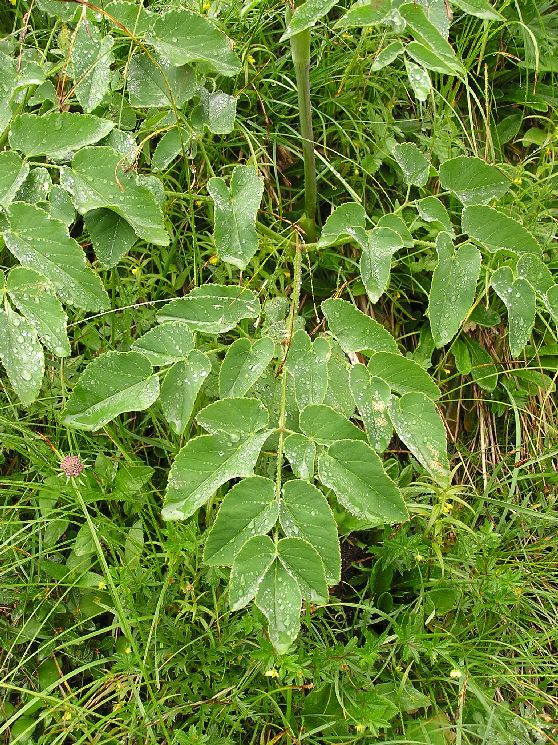
листя
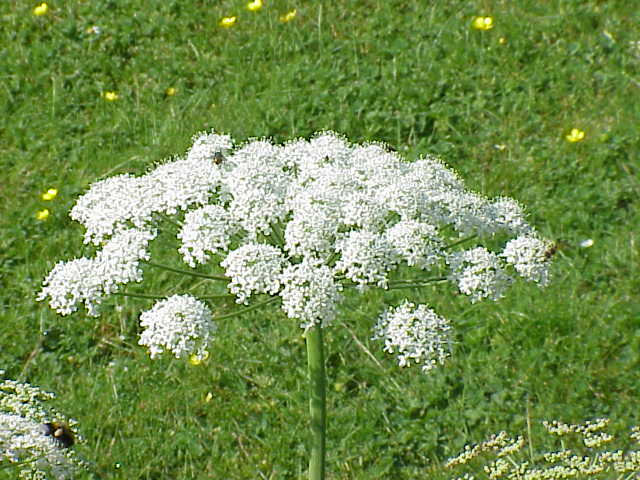
суцвіття
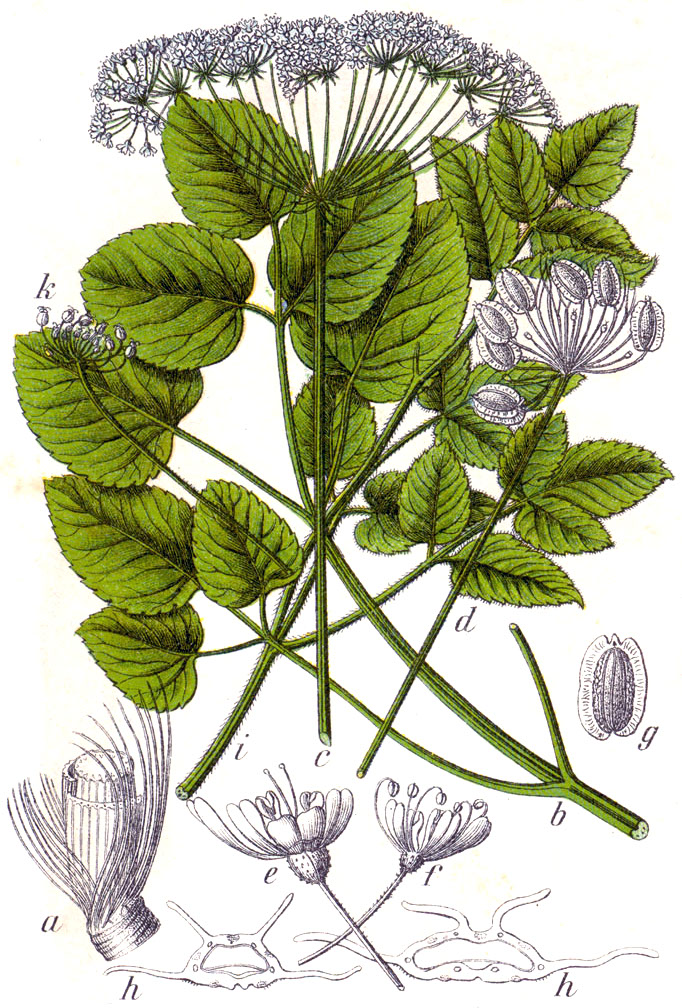
ілюстрація